# Erwin Hoffmann
Erwin Hoffmann (* 28. Oktober 1940; † 10. September 2009) war ein deutscher Fußballspieler und -trainer. Der Offensivspieler gewann mit Alemannia Aachen 1967 die Meisterschaft in der Fußball-Regionalliga West, setzte sich mit seinen Mannschaftskameraden in der Aufstiegsrunde durch und stieg in die Fußball-Bundesliga auf, wo er mit Aachen in der Runde 1968/69 die Vizemeisterschaft erringen konnte. Von 1967 bis 1970 absolvierte der Mittelfeldspieler mit Spielmacherqualitäten 83 Bundesligaspiele und erzielte dabei neun Tore.

## Laufbahn

### Lübeck und Ulm, bis 1965
In der Saison 1960/61 spielte der junge Halbstürmer Erwin Hoffmann an der Travemünder Allee, bei den blau-weiß-roten Adlerträgern von Phönix Lübeck, in der Amateurliga Schleswig-Holstein und errang mit seinen Mannschaftskollegen die Vizemeisterschaft. Er unterschrieb zur Runde 1961/62 einen Vertrag bei der TSG Ulm 1846 und wechselte damit in die 2. Liga Süd. Sein neuer Mannschaftskollege, Wolfgang Fahrian, der Torhüter der Ulmer „Spatzen“, spielte sich im Laufe der Saison in die Nationalmannschaft und Ulm kehrte als Vizemeister hinter Hessen Kassel in die Fußball-Oberliga Süd zurück. Im letzten Jahr der alten Erstklassigkeit der Oberliga, 1962/63, landete der Oberligarückkehrer mit Fahrian, Dieter Praxl, Manfred Ruoff, Helmut Siebert und dem in 17 Einsätzen neun Tore erzielenden Erwin Hoffmann, auf dem sicheren achten Platz. Durch die neu installierte Fußball-Bundesliga zur Runde 1963/64, ging es für Ulm und Hoffmann aber zurück in die Zweitklassigkeit, jetzt in die Fußball-Regionalliga Süd. Nach 38 Rundenspielen – im Süden wurde die erste Regionalligarunde mit 20 Vereinen ausgetragen – kam Ulm am Saisonende wiederum auf den achten Rang. Trotz des Torhüters der WM-Tage in Chile, Fahrian, kassierte die Ulmer Abwehr 74 Gegentreffer und konnte damit trotz der guten Offensive um Hoffmann, Praxl, Siebert und Gerold Stocker nicht um den Kampf an der Tabellenspitze eingreifen. Herausragend waren die zwei gewonnenen Spiele gegen den FC Bayern München. Im Heimspiel am 15. Dezember 1963 setzten sich Hoffmann und Kollegen mit 3:2 und in der Rückrunde am 17. Mai 1964 in München, mit 6:4 Toren gegen die mit Sepp Maier, Herbert Erhardt, Karl Borutta, Rainer Ohlhauser, Dieter Brenninger, Dieter Koulmann und Werner Ipta prominent besetzten Bayern durch.
Durch die Abgänge von Wolfgang Fahrian und Helmut Siebert geschwächt, brach Ulm 1964/65 im zweiten Jahr Regionalliga ein und stieg als 18. in das Amateurlager ab. Erwin Hoffmann hatte in den zwei Spielzeiten Regionalliga für Ulm in 65 Spielen 22 Tore erzielt und unterschrieb zur Saison 1965/66 bei Alemannia Aachen in der Fußball-Regionalliga West einen neuen Vertrag.

### Aachen, 1965 bis 1972
Aachen hatte in den zwei Jahren Regionalliga, einmal den Titel gewonnen (1964) und 1965 hinter Borussia Mönchengladbach die Vizemeisterschaft erreicht, war aber jeweils in den Aufstiegsrunden gescheitert. Das Ziel der Alemannia war der Aufstieg in die Bundesliga. Der Elfmeterspezialist, mit Gefühl für das Kombinationsspiel ausgestattet, dazu mit Übersicht und Ruhe agierende Mittelfeldakteur debütierte in Aachen sofort am ersten Spieltag, den 15. August 1965, beim 3:0-Heimsieg gegen Eintracht Duisburg in der Startformation der Schwarz-Gelben. Mit der Angriffsbesetzung Heinz-Gerd Klostermann, Alfred Glenski, Hoffmann, Manfred Otta und Karl-Heinz Sell startete Trainer Oswald Pfau den dritten Anlauf. In 30 Spielen erzielte der Neuzugang aus Ulm für Aachen 16 Tore, mit 97 Treffern wies die Alemannia den erfolgreichsten Angriff auf, aber Fortuna Düsseldorf und Rot-Weiss Essen setzten sich an der Tabellenspitze durch und für die Mannschaft vom Tivoli blieb nur der undankbare dritte Rang. Die Heimbilanz von 31:3 Punkten war erstklassig, die 20:14 Auswärtspunkte verhinderten aber den Einzug in die Aufstiegsrunde. Entscheidende Bedeutung hatte die 1:3-Niederlage am 15. Mai 1966 beim unmittelbaren Konkurrenten um den zweiten Platz, RW Essen. Mit zwei Zählern Vorsprung – Essen (53:15), Aachen (51:17) – zog die Mannschaft von der Hafenstraße in die Aufstiegsrunde und danach in die Fußball-Bundesliga ein.
In seinem zweiten Jahr in Aachen, 1966/67, brachte der Trainerwechsel unter Präsident Leo Führen im Januar 1967 von Hennes Hoffmann hin zu Michael Pfeiffer, den entscheidenden Schub zuwege. Nach der 1:2-Niederlage am 5. März bei Preußen Münster verloren die Mannen um Jupp Martinelli und Erwin Hoffmann kein Spiel mehr und holten sich mit 48:20 Punkten, knapp gegenüber Schwarz-Weiß Essen (47:21) und den punktgleichen Teams aus Bielefeld und Bochum mit jeweils 45:23 Punkten, die Meisterschaft und zogen damit wieder in die Aufstiegsrunde ein. Dort setzte sich Aachen mit 12:4 Punkten – zwei Punkte Vorsprung – vor Kickers Offenbach durch und zog in die Fußball-Bundesliga ein. Hoffmann avancierte in der Aufstiegssaison zur Schaltstation der Tivoli-Elf und kam auf 34 Einsätze mit vier Toren. Auch im DFB-Pokal war für Aachen erst im Halbfinale durch eine 1:3-Niederlage am 6. Mai 1967 beim Hamburger SV der Wettbewerb beendet.
In die Bundesliga startete Alemannia 1967/68 mit 0:4 Punkten und kam am 2. September 1967 durch zwei Martinelli-Treffer zum ersten doppelten Punktgewinn, als im heimischen Tivoli der Karlsruher SC in der 88. Spielminute den entscheidenden Treffer zum 2:1-Erfolg hinnehmen musste. Hoffmann (32-4) bildete zusammen mit Jupp Martinelli (33-3), Herbert Gronen (32-2), Erwin Hermandung (31-4) und Karl-Heinz Bechmann (31-3) das Stammpersonal der Elf von Trainer Pfeiffer, die am Rundenende den elften Platz belegen konnte. Vom 14. Juni bis 6. Juli gehörte Hoffmann danach der Aachener Delegation an, die eine mehrwöchige Südamerikareise durchführte.
Vor der zweiten Bundesligaserie 1968/69, herrschte in Aachen, befeuert durch die Neuzugänge Roger Claessen, Ion Ionescu, Hans-Josef Kapellmann, Werner Tenbruck und Werner Scholz, eine erwartungsvolle Stimmung auf eine gute Platzierung der Alemannia in der Bundesliga. Der Startsieg am 17. August 1968 mit 4:1 Toren beim Titelverteidiger 1. FC Nürnberg tat das übrige. Ab dem sechsten Vorrundenspieltag folgte aber eine Niederlagenserie von 0:10 Punkten und der jetzt auf der Liberoposition agierende Hoffmann stand mit seinen Mannschaftskameraden mit 8:12 Punkten auf dem 14. Platz. Mit der Rückrundenbilanz von 22:12 Punkten eroberten sich aber die Schwarz-Gelben mit 38:30 Punkten am Rundenende hinter dem souveränen Meister FC Bayern München die Vizemeisterschaft. Am Schlusstag, den 7. Juni 1969, wurde der zweite Platz mit einem 1:0-Auswärtserfolg bei Hertha BSC verteidigt. Hoffmann hatte in 30 Spielen mitgewirkt und dabei drei Tore zum größten Erfolg von Alemannia Aachen beigesteuert.
In das Weltmeisterschaftsjahr 1969/70 ging der Vizemeister mit dem neuen Trainer Georg Stollenwerk und dem unveränderten Spielerkader des erfolgreichen Vorjahres. Auf Neuzugänge wurde verzichtet. Der Start verlief mit 0:6 Punkten negativ und der Ex-Nationalspieler Stollenwerk wurde nach dem 16. Spieltag, den 12. Dezember 1969, auf dem 17. Platz mit 11:21 Punkten rangierend, entlassen. Nachfolger wurde der Studienrat Willibert Weth, der bereits in der Saison 1965/66 als Nachfolger von Oswald Pfau eingesprungen war. Kapitän und Libero Erwin Hoffmann fiel aber durch eine Meniskusoperation fast die gesamte Rückrunde aus – er konnte nur noch die letzten vier Punktspiele mitmachen – und Aachen stieg in die Regionalliga ab. Sein letztes Bundesligaspiel bestritt er am 34. Spieltag, den 3. Mai 1970, beim abschließenden 3:2-Heimerfolg gegen den MSV Duisburg.
Die Nachwirkungen seiner Verletzung beendeten aber nach dem Regionalligaspiel am 17. Januar 1971 beim Bonner SC, die Fortführung seiner Spielerkarriere bei Alemannia Aachen. In der achten Spielminute wurde Hoffmann in Bonn infolge erneuter Verletzung ausgewechselt und konnte danach kein Spiel mehr für die Mannschaft vom Tivoli absolvieren. Insgesamt absolvierte er von 1965 bis 1971 für die Schwarz-Gelben 66 Spiele mit 21 Toren in der Regionalliga und 83 Spiele in der Bundesliga mit neun Toren.

Rückblickend benannte Hoffmann im Buch von Franz Creutz seine herausragenden Ereignisse seiner aktiven Zeit bei Alemannia Aachen:

„Neben den Höhepunkten wie Bundesliga-Aufstieg und Vizemeisterschaft erinnere ich mich gerne an das Pokalspiel gegen den Karlsruher SC am Karnevalssamstag 1967. In der ersten Halbzeit gelang mir ein lupenreiner Hattrick, und nicht nur deshalb riefen die 30.000 Zuschauer begeistert dreimal ‚Oche alaaf‘.“

 In der Runde 1972/73 versuchte er nochmals seine Spielerkarriere beim RFC Raeren in Belgien fortzusetzen, übte aber 1973 das Amt des Spielertrainers beim SC Aachen 10 aus und wurde dann Jugendtrainer bei der Alemannia.
Sohn Dino spielte bei der Alemannia von 1997 bis 1999 in der Regionalliga West/Südwest.